# المعيصم سيتي سنتر
مركز المعيصم التجاري أو المعيصم سيتي سنتر هو مجمع تجاري في مدينة دبي، الإمارات العربية المتحدة، وهو رابع مجمع تجاري تملكه شركة ماجد الفطيم العقارية والتي يتم تشغيلها في دبي وسادس مركز تجاري يعمل في الإمارات العربية المتحدة.
تم افتتاح المجمع التجاري يوم 1 سبتمبر 2015 في المنطقة الدولية للإنتاج الإعلامي والمعروفة باسم مدينة دبي للإنتاج، بالقرب من تقاطع شارعي الخيل والشيخ محمد بن زايد.

## البناء
تم بناء المركز التجاري باستثمار 275 مليون درهم إماراتي بواسطة مجموعة ماجد الفطيم. غطت المرحلة الأولى من المركز مساحة 30,200 متر مربع (325,000 قدم2) وبإجمالي مساحة مخصصة للتأجير 2,216 متر مربع (23,850 قدم2). ومن المقرر الانتهاء من المرحلة الثانية للمشروع حيث تتم توسعة المركز التجاري بحلول عام 2020.

## محلات التسوق
يحتوي المعيصم سيتي سنتر على العديد من العلامات التجارية ومحلات التسوق، منها:

### المصارف والخدمات المالية

#### مراكز صرافة
- الأنصاري للصرافة
- شرف للصرافة

#### صرافات آلية
- بنك أبو ظبي التجاري
- البنك العربي
- بنك الإمارات دبي الوطني
- بنك رأس الخيمة الوطني
- بنك الإمارات الإسلامي

### المكتبات، الألعاب والهدايا
- مكتبة بوردرز
- مركز التعليم المبكر
- توي كورنر
- تايبو

### المستلزمات المنزلية والإلكترونيات
- اليوسف روبوتكس
- هاي فون للاتصالات
- تافولا

### الأزياء والموضة
- سنتربوينت
- إتش أند إم
- ماكس
- لا سينزا

### المتاجر المتنوعة
- كارفور

### الصحة، التجميل، الرشاقة والعطور
- باث أند بودي وركس
- صيدلية ابن سينا
- صيدلية بوتس
- داليلا
- جود هيلث نيوترشن
- صيدلية لايف
- صالون مارياني
- صيدلية ميديكلينيك
- صيدلية سوبركير
- ذي بودي شوب
- تيبس أند توز

### المتاجر المتخصصة الأخرى
- سن آند ساند سبورتس للمستلزمات الرياضية
- أور تشويس للمجوهرات والساعات
- الجابر للنظارات
- ڤجن إكسبرس للنظارات
- الفاخر للعسل
- باي أند سيل أني كار لشراء وبيع السيارات
- درايڤ دبي للسياقة
- دي يو لخدمات الهواتف
- معهد الإمارات للسياقة
- مينيتس لصيانة الإكسسوارات
- تايلور أند تويك للأقمشة
- ثريفتي لتأجير السيارات
- يس شور للخدمات
- يس شور لتأجير السيارات

## محلات الأطعمة والترفيه
بوجد في مركز المعيصم التجاري عدد من المقاهي والمطاعم ومحلات تقديم الحلويات والمكسرات وجميعها علامات تجارية عالمية، كما يوجد قسم للترفيه العائلي والأطفال، وهي:

### المكسرات والحلويات
- الرفاعي للقهوة والمكسرات
- باسكن روبنز للمثلجات
- دنكن للحلويات
- نسبريسو للقهوة
- باتشي للشوكولاتة
- تريبولوس فلاورز للشوكولاتة والورود

### المقاهي
- ستاربكس
- ذا أكاي سبوت
- تيم هورتونز

### الوجبات السريعة
- ماكدونالدز
- صب واي

### المطاعم
- تشيليز
- جازيبو
- بول

### الترفيه العائلي
- ماجيك بلانيت

## وصلات خارجية
- البيان الصحفي الرسمي باللغة الإنجليزية